# Coppa Agostoni 1968
La Coppa Agostoni 1968, ventiduesima edizione della corsa, si svolse il 9 ottobre 1968 su un percorso di 230 km. La vittoria fu appannaggio dell'italiano Claudio Michelotto, che completò il percorso in 5h56'00", precedendo il belga Martin Van Den Bossche ed il connazionale Bruno Mealli.
Sul traguardo di Lissone almeno 20 ciclisti, su 105 partiti dalla medesima località, portarono a termine la competizione. 

## Ordine d'arrivo (Top 10)
| Pos. | Corridore              | Squadra               | Tempo    |
| ---- | ---------------------- | --------------------- | -------- |
| 1    | Claudio Michelotto     | Max Meyer             | 5h56'00" |
| 2    | Martin Van Den Bossche | Faema                 | a 55"    |
| 3    | Bruno Mealli           | Faema                 | s.t.     |
| 4    | Wladimiro Panizza      | Pepsi Cola            | s.t.     |
| 5    | Giancarlo Ferretti     | Salvarani             | s.t.     |
| 6    | Ugo Colombo            | Filotex               | s.t.     |
| 7    | Franco Bodrero         | Molteni               | s.t.     |
| 8    | Willy Van Neste        | Bic                   | s.t.     |
| 9    | Jean-Pierre Genet      | Mercier-BP-Hutchinson | s.t.     |
| 10   | Attilio Benfatto       | Kelvinator            | a 1'55"  |